# Георгій Брега
Георгій Брега (рум. Gheorghe Brega; нар. 25 вересня 1951, с. Дрепкауць, Бричанський район, Молдавська РСР, СРСР) — молдовський політичний діяч, з 30 липня 2015 — віце-прем'єр з соціальних питань Республіки Молдова. Також був з 30 жовтня 2015 і до 20 січня 2016 — в.о. прем'єр-міністра Молдови.

## Життєпис
Закінчив Кишинівський державний медичний інститут (1974) за спеціальністю хірург-онколог-уролог, при цьому з 1972 за сумісництвом працював медбратом у лікарні швидкої допомоги в Кишиневі.
У 1974—1976 він працював у Кишинівській міській лікарні № 1 терапевтом та лікарем-хірургом урологом.
У 1976—1978 — уролог Кишинівської міської лікарні № 2.
У 1978—1983 працює в Інституті онкології Молдови на посаді уролога-онколога.
У 1983—1989 — уролог-онколог відділення урології, онкології Інституту Прокто в Молдові.
У 1989—2004 був головою урології Інституту онкології Молдови, а з 2004 по 2009 рік — хірург-уролог Центру сімейного здоров'я «Галаксі».
З 2009 року по 31 липня 2015 року був депутатом молдовського парламенту від фракції Ліберальної партії.
30 липня 2015 року приведено до присяги як віце-прем'єра з соціальних питань молдовського уряду. Відповідно до закону здав депутатський мандат.
29 жовтня 2015 уряд відправлений у відставку.

### Виконувач обов'язків прем'єр-міністра
Президент Ніколає Тімофті доручив Георгію Брега тимчасово виконувати обов'язки прем'єр-міністра. Цю посаду він обіймав з 30 жовтня 2015 до 20 січня 2016.